# Smólnik (województwo wielkopolskie)
Smólnik (do 2012 Smolnik) – wieś w Polsce położona w województwie wielkopolskim, w powiecie konińskim, w gminie Krzymów. 
W latach 1975–1998 miejscowość położona była w województwie konińskim. W 2012 r. zmieniono urzędowo nazwę miejscowości ze Smolnik na Smólnik.
W Smólniku urodził się ekonomista Mirosław Połatyński.